# Supercrambus albiradialis
Supercrambus albiradialis là một loài bướm đêm trong họ Crambidae.